# Щуко Володимир Олексійович
Володи́мир Олексі́йович Щуко́  (17 липня 1878, Берлін, Німецька імперія — 1939, Москва, РРФСР, СРСР) — російський та радянський архітектор, театральний художник та декоратор, академік (з 1911). Один з творців сталінської архітектури.
Звання архітектора отримав 1904 року за спільний з архітектором Андрієм Вайтенсом проєкт «Палац намісника його імператорської величності на Далекому Сході».
В Україні його твір — будинок колишньої Київської губернської земської управи (1913) у стилі української архітектури 18 ст. — згодом перероблений у формах класицизму; конкурсний проєкт вокзалу в Києві (1914) через воєнні події не реалізований.

## Обрані твори

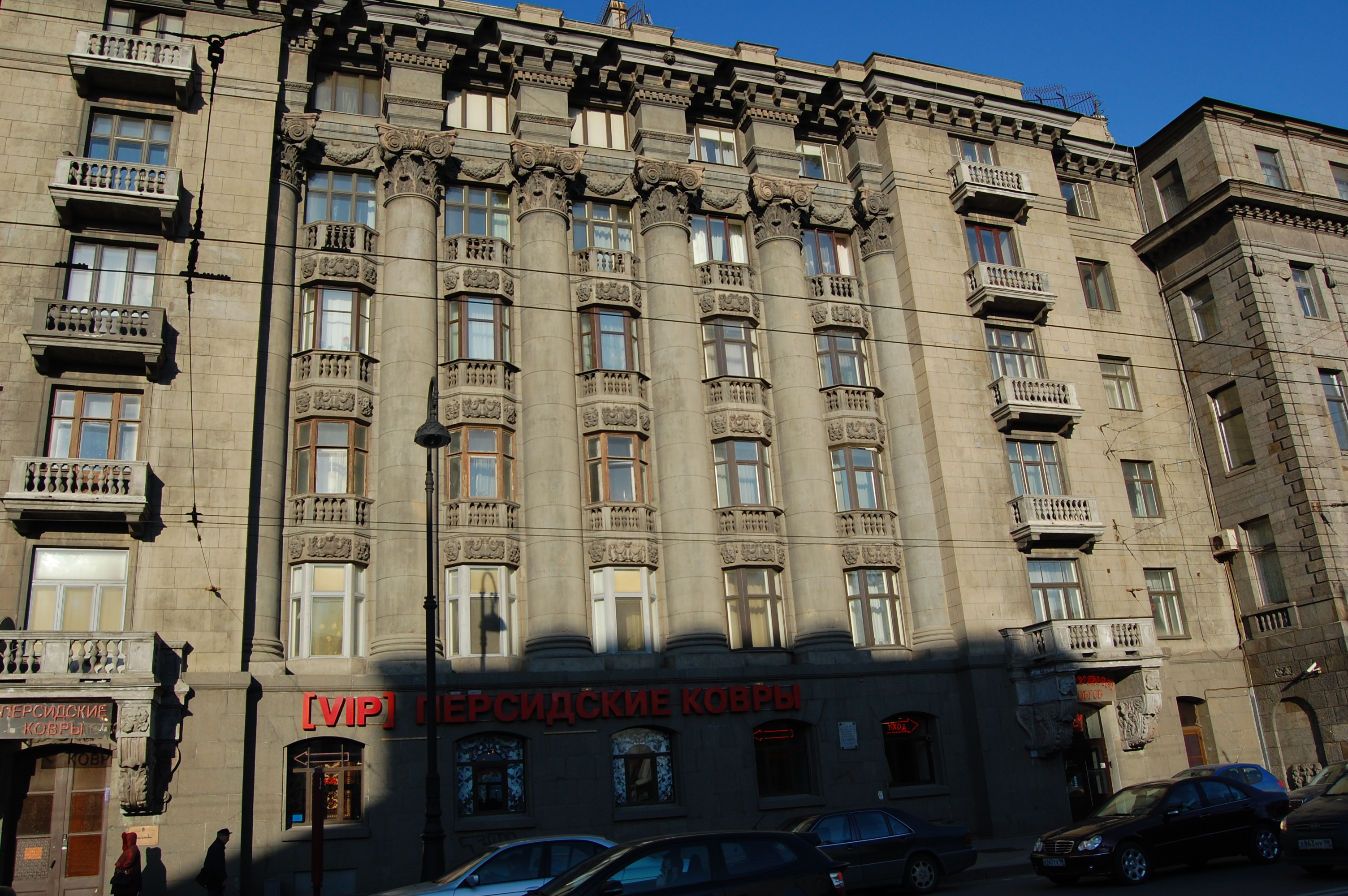
Прибутковий будинок, Петербург, Кам'яноостровський проспект,  65
Щуко В. О. Ескіз декорації до вистави ВДТ «Дон Карлос», 1919 рік
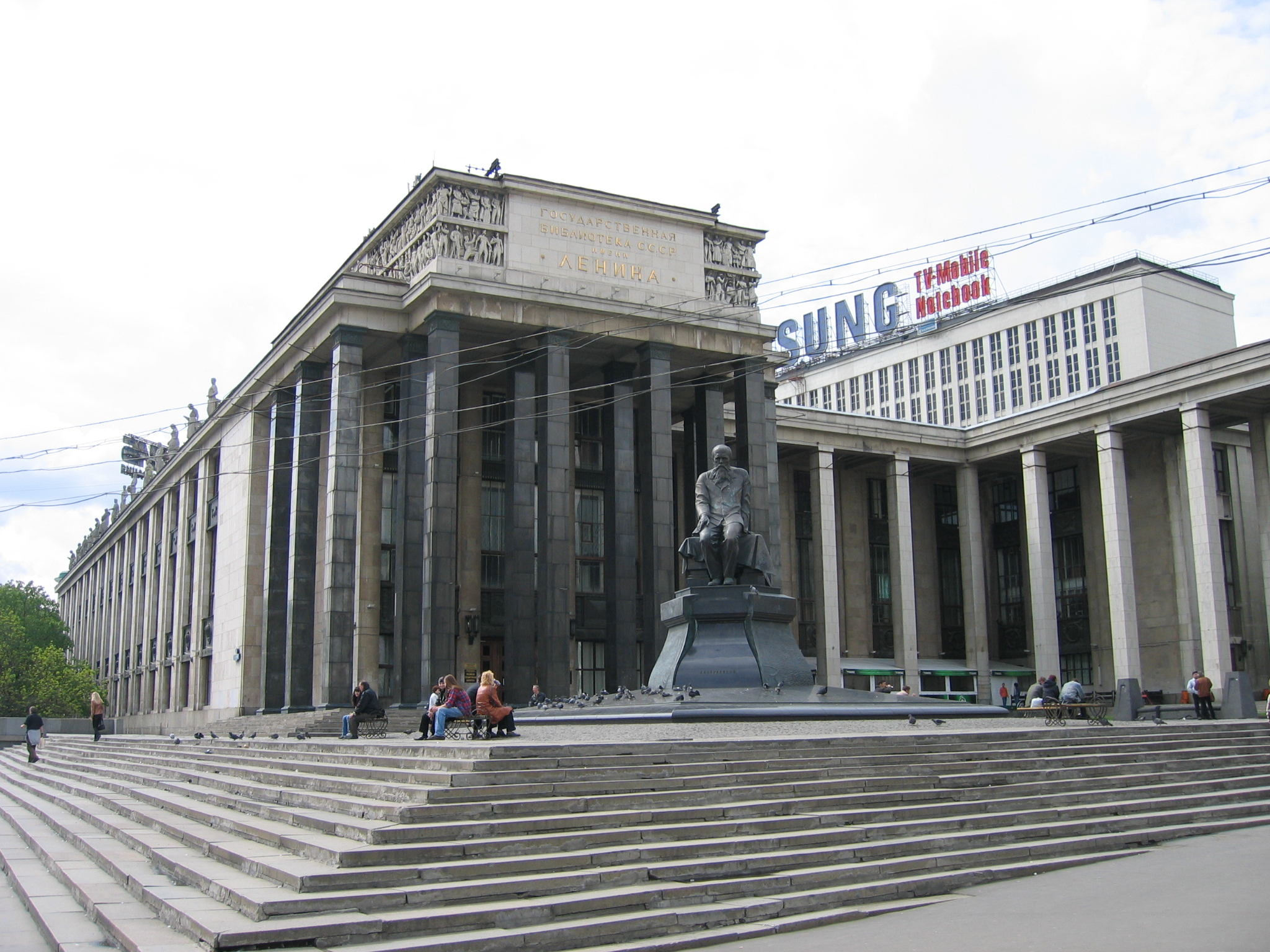
Державна бібліотека імені Леніна, Москва
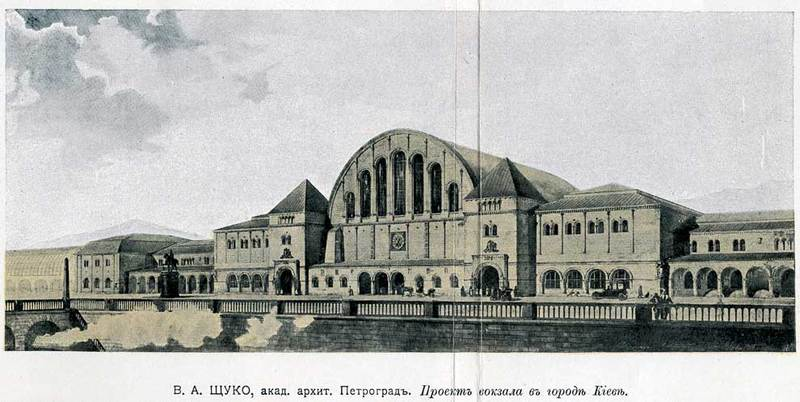
Проєкт вокзалу в Києві
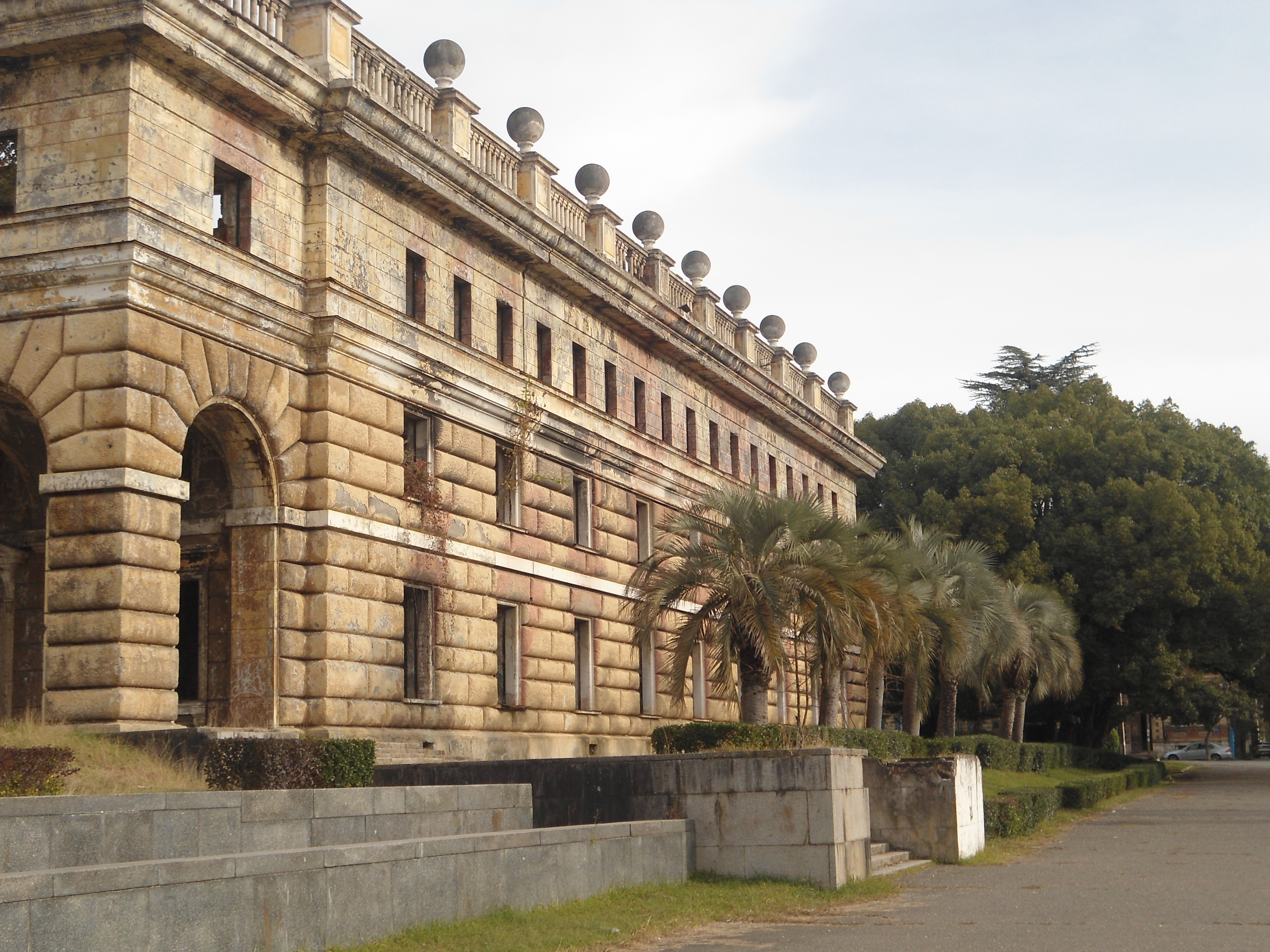
Будинок уряду Абхазької Радянської Соціалістичної республіки, Сухумі
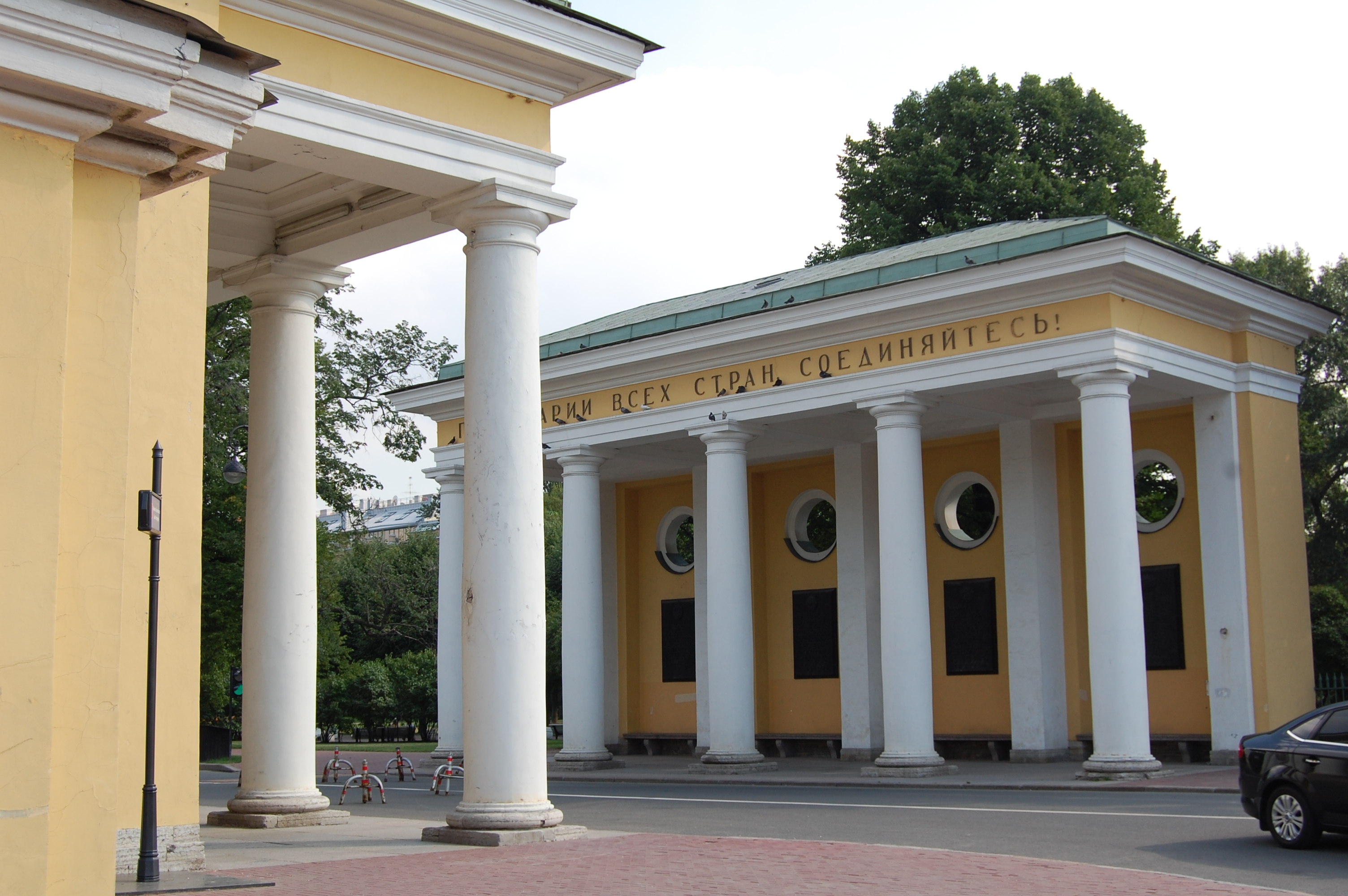
Пропілеї в комплексі Смольного інституту Кваренгі

## Родина
Перша дружина — Ольга Володимирівна Щуко.
- Син — Юрій (Георгій) Щуко, архітектор.
- Син — Борис Щуко, театральний художник, репресований[5].
- Донька — Наталія Щуко.
- Донька — Марина Щуко, акторка Вологодського драматичного театру, народна артистка РРФСР.

Друга дружина — Олена Михайлівна Леушина.
- Донька — Тетяна Щуко, акторка, народна артистка РРФСР.

Сестра — Людмила Олексіївна Щуко (1880—1948 ?(1950).
Племінниця другої дружини  — радянська та російська телеведуча Валентина Леонтьєва.